# Persone di nome Sándor
| Questa pagina contiene informazioni ricavate automaticamente dalle voci biografiche con l'ausilio del template Bio e di un bot. L'aggiornamento è periodico e automatico e ricostruisce completamente la pagina. Se manca una persona in questa lista, sei pregato di non aggiungerla, ma accertati piuttosto che la sua voce biografica contenga il template Bio e che i dati anagrafici siano correttamente compilati. Se il template Bio manca, inseriscilo tu stesso o, in alternativa, metti l'avviso {{tmp\|Bio}} che ne segnala la mancanza. Se i dati riportati sono sbagliati, correggi direttamente la voce biografica; le modifiche saranno visibili in questa lista entro pochi giorni. Per chiarimenti vedi il progetto antroponimi. La lista contiene solo le 73 persone che sono citate nell'enciclopedia e per le quali è stato implementato correttamente il template Bio. Pagina aggiornata al 6 giu 2025. |

Questa è una lista di persone presenti nell'enciclopedia che hanno il nome Sándor, suddivise per attività principale.

## Allenatori di calcio(1)
- Sándor Egervári, allenatore di calcio e ex calciatore ungherese (Pomáz, n. 1950)

## Allenatori di pallavolo(1)
- Sándor Kántor, allenatore di pallavolo e ex pallavolista ungherese (Kaposvár, n. 1971)

## Arbitri di calcio(1)
- Sándor Puhl, arbitro di calcio ungherese (Miskolc, n. 1955 - Budapest, † 2021)

## Attori(2)
- Sándor Szabó, attore ungherese (Budapest, n. 1915 - Budapest, † 1997)
- Sándor Zsótér, attore, direttore teatrale e impresario teatrale ungherese (Budapest, n. 1961)

## Aviatori(1)
- Sándor Kasza, aviatore austro-ungarico (Bácskossuthfalva, n. 1896 - Budapest, † 1945)

## Calciatori(23)
- Sándor Balogh, calciatore ungherese (Dabas, n. 1920 - Budapest, † 2000)
- Sándor Bodnár, calciatore ungherese (Budapest, n. 1890 - Budapest, † 1955)
- Sándor Bródy, calciatore ungherese (Sekule, n. 1884 - † 1944)
- Sándor Bíró, calciatore ungherese (Füzesabony, n. 1911 - † 1988)
- Sándor Fröhlich, calciatore ungherese (n. 1897 - † 1982)
- Sándor Gellér, calciatore ungherese (Vesszős, n. 1925 - Budapest, † 1996)
- Sándor Gujdár, ex calciatore ungherese (Szentes, n. 1951)
- Sándor Gőcze, calciatore ungherese (Tapolca, n. 1921 - Győr, † 1995)
- Sándor Katona, calciatore ungherese (Budapest, n. 1943 - Budapest, † 2009)
- Sándor Kocsis, calciatore ungherese (Budapest, n. 1929 - Barcellona, † 1979)
- Sándor Mátrai, calciatore ungherese (Nagyszénás, n. 1932 - Budapest, † 2002)
- Sándor Müller, calciatore ungherese (Budapest, n. 1949 - Budapest, † 2024)
- Sándor Nemes, calciatore e allenatore di calcio ungherese (Budapest, n. 1899 - † 1977)
- Sándor Olajkár, calciatore ungherese (Budapest, n. 1918 - Budapest, † 1998)
- Sándor Olajos, ex calciatore e ex giocatore di calcio a 5 ungherese (Debrecen, n. 1958)
- Sándor Pintér, ex calciatore ungherese (Pomáz, n. 1950)
- Sándor Preisinger, ex calciatore ungherese (Zalaegerszeg, n. 1973)
- Sándor Sallai, ex calciatore ungherese (Debrecen, n. 1960)
- Sándor Szűcs, ex calciatore ungherese (Mihalț, n. 1961)
- Sándor Szűcs, calciatore ungherese (Szolnok, n. 1921 - Budapest, † 1951)
- Sándor Torghelle, ex calciatore ungherese (Budapest, n. 1982)
- Sándor Zámbó, ex calciatore ungherese (Újpest, n. 1944)
- Sándor Zombori, ex calciatore ungherese (Pécs, n. 1951)

## Canoisti(2)
- Sándor Hódosi, ex canoista ungherese (Budapest, n. 1966)
- Sándor Tótka, canoista ungherese (Mezőtúr, n. 1994)

## Cartografi(1)
- Sándor Radó, cartografo, antifascista e agente segreto ungherese (Budapest, n. 1899 - Budapest, † 1981)

## Cestisti(1)
- Sándor Csányi, cestista ungherese (Esztergom, n. 1916 - Budapest, † 1992)

## Compositori(1)
- Sándor Végh, compositore, violinista e direttore d'orchestra ungherese (Cluj-Napoca, n. 1912 - Salisburgo, † 1997)

## Direttori della fotografia(1)
- Sándor Sára, direttore della fotografia, regista e sceneggiatore ungherese (Tura, n. 1933 - Budapest, † 2019)

## Dirigenti sportivi(1)
- Sándor Barcs, dirigente sportivo ungherese (Seghedino, n. 1912 - Budapest, † 2010)

## Etnomusicologi(1)
- Sándor Veress, etnomusicologo e compositore ungherese (Kolozsvár, n. 1907 - Berna, † 1992)

## Filologi(1)
- Sándor Kőrösi Csoma, filologo, linguista e orientalista ungherese (Kőrös, n. 1784 - Darjeeling, † 1842)

## Lottatori(1)
- Sándor Bárdosi, ex lottatore ungherese (n. 1977)

## Militari(1)
- Sándor Képíró, militare ungherese (Sarkad, n. 1914 - Budapest, † 2011)

## Nuotatori(2)
- Sándor Wladár, ex nuotatore ungherese (Budapest, n. 1963)
- Sándor Ádám, nuotatore e pallanuotista ungherese (Budapest, n. 1892)

## Pallanuotisti(2)
- Sándor Ivády, pallanuotista ungherese (Budapest, n. 1903 - Vienna, † 1998)
- Sándor Tarics, pallanuotista ungherese (Budapest, n. 1913 - San Francisco, † 2016)

## Pattinatori artistici su ghiaccio(1)
- Sándor Szalay, pattinatore artistico su ghiaccio ungherese (n. 1893 - † 1965)

## Pentatleti(1)
- Sándor Fülep, pentatleta ungherese (n. 1975)

## Pittori(1)
- Sándor Bortnyik, pittore e disegnatore ungherese (Marosvásárhely, n. 1893 - Budapest, † 1976)

## Poeti(1)
- Sándor Petőfi, poeta e patriota ungherese (Kiskőrös, n. 1823 - Segesvár, † 1849)

## Politici(7)
- Sándor Garbai, politico ungherese (Kiskunhalas, n. 1879 - Parigi, † 1947)
- Sándor Kopácsi, politico ungherese (Miskolc, n. 1922 - Toronto, † 2001)
- Sándor Pintér, politico e poliziotto ungherese (Budapest, n. 1948)
- Sándor Rónai, politico ungherese (Miskolc, n. 1892 - Budapest, † 1965)
- Sándor Rónai, politico ungherese (Budapest, n. 1988)
- Sándor Simonyi-Semadam, politico ungherese (Csesznek, n. 1864 - Budapest, † 1946)
- Sándor Wekerle, politico ungherese (Mór, n. 1848 - Budapest, † 1921)

## Produttori cinematografici(1)
- Sándor Simó, produttore cinematografico, attore e regista ungherese (Budapest, n. 1934 - Budapest, † 2001)

## Psicoanalisti(2)
- Sándor Ferenczi, psicoanalista e psichiatra ungherese (Miskolc, n. 1873 - Budapest, † 1933)
- Sándor Radó, psicoanalista e medico ungherese (Kisvárda, n. 1890 - New York, † 1972)

## Scacchisti(1)
- Sándor Takács, scacchista ungherese (Miskolc, n. 1893 - Budapest, † 1932)

## Schermidori(5)
- Sándor Erdős, ex schermidore ungherese (Budapest, n. 1946)
- Sándor Gombos, schermidore ungherese (Sombor, n. 1895 - Budapest, † 1968)
- Sándor Gözsy, schermidore ungherese (Miercurea Ciuc, n. 1906 - Budapest, † 1970)
- Sándor Pósta, schermidore ungherese (Pánd, n. 1888 - Budapest, † 1952)
- Sándor Szabó, schermidore ungherese (Budapest, n. 1941 - † 1992)

## Scrittori(2)
- Sándor Bródy, scrittore e giornalista ungherese (Eger, n. 1863 - Budapest, † 1924)
- Sándor Márai, scrittore e giornalista ungherese (Košice, n. 1900 - San Diego, † 1989)

## Siepisti(1)
- Sándor Rozsnyói, siepista e insegnante ungherese (Zalaegerszeg, n. 1930 - Sydney, † 2014)

## Sollevatori(1)
- Sándor Holczreiter, sollevatore ungherese (Füzesabony, n. 1946 - Tatabánya, † 1999)

## Tennisti(1)
- Sándor Noszály, ex tennista e allenatore di tennis ungherese (Budapest, n. 1972)

## Tenori(1)
- Sándor Kónya, tenore ungherese (Sarkad, n. 1923 - Ibiza, † 2002)

## Tiratori a segno(2)
- Sándor Prokopp, tiratore a segno ungherese (Košice, n. 1887 - Budapest, † 1964)
- Sándor Tölgyesi, tiratore a segno ungherese (Esztergom, n. 1907 - † 1948)

## Traduttori(1)
- Sándor Weöres, traduttore e scrittore ungherese (Szombathely, n. 1913 - Budapest, † 1989)